# The Edgar Winter Group With Rick Derringer (album)
Albums de Edgar Winter Group
Jasmine Nightdreams
(1975) Together
(1976)
The Edgar Winter Group With Rick Derringer, paru en 1975, est le troisième album studio du groupe éponyme. Le groupe s'est formé en 1972, a produit trois albums, They Only Come Out at Night en 1972, Shock Treatment en 1974 et le présent album en 1975. Le groupe a par la suite participé à une tournée avec Johnny Winter, paru sur l'album (Together: Edgar Winter and Johnny Winter Live sorti en 1976) puis s'est séparé. 

## Musiciens
Edgar Winter Group
- Edgar Winter : claviers, saxophone, percussions, chant
- Rick Derringer : guitares solo, guitare rythmique, basse, percussions, chœurs
- Dan Hartman : basse, guitare rythmique, cordes, percussions, chœurs
- Chuck Ruff : batterie, percussions, chœurs

Musiciens additionnels
- Paul Prestopino : dobro, guitare classique, banjo sur (4, 5, 10)
- John Siegler : basse acoustique sur (10)

## Contenu
1. Cool Dance (Dan Hartman)
2. People Music (Dan Hartman, Edgar Winter)
3. Good Shot (Edgar Winter)
4. Nothin' Good Comes Easy (Rick Derringer)
5. Infinite Peace in Rhythm (Edgar Winter)
6. Paradise/Sides (Dan Hartman)
7. Diamond Eyes (Dan Hartman, Edgar Winter)
8. Modern Love (Rick Derringer)
9. Let's Do It Together Again (Dan Hartman, Edgar Winter)
10. Can't Tell One from the Other (Dan Hartman)
11. J.A.P. (Just Another Punk) (Rick Derringer)
12. Chainsaw (Edgar Winter)